# Prekonoga

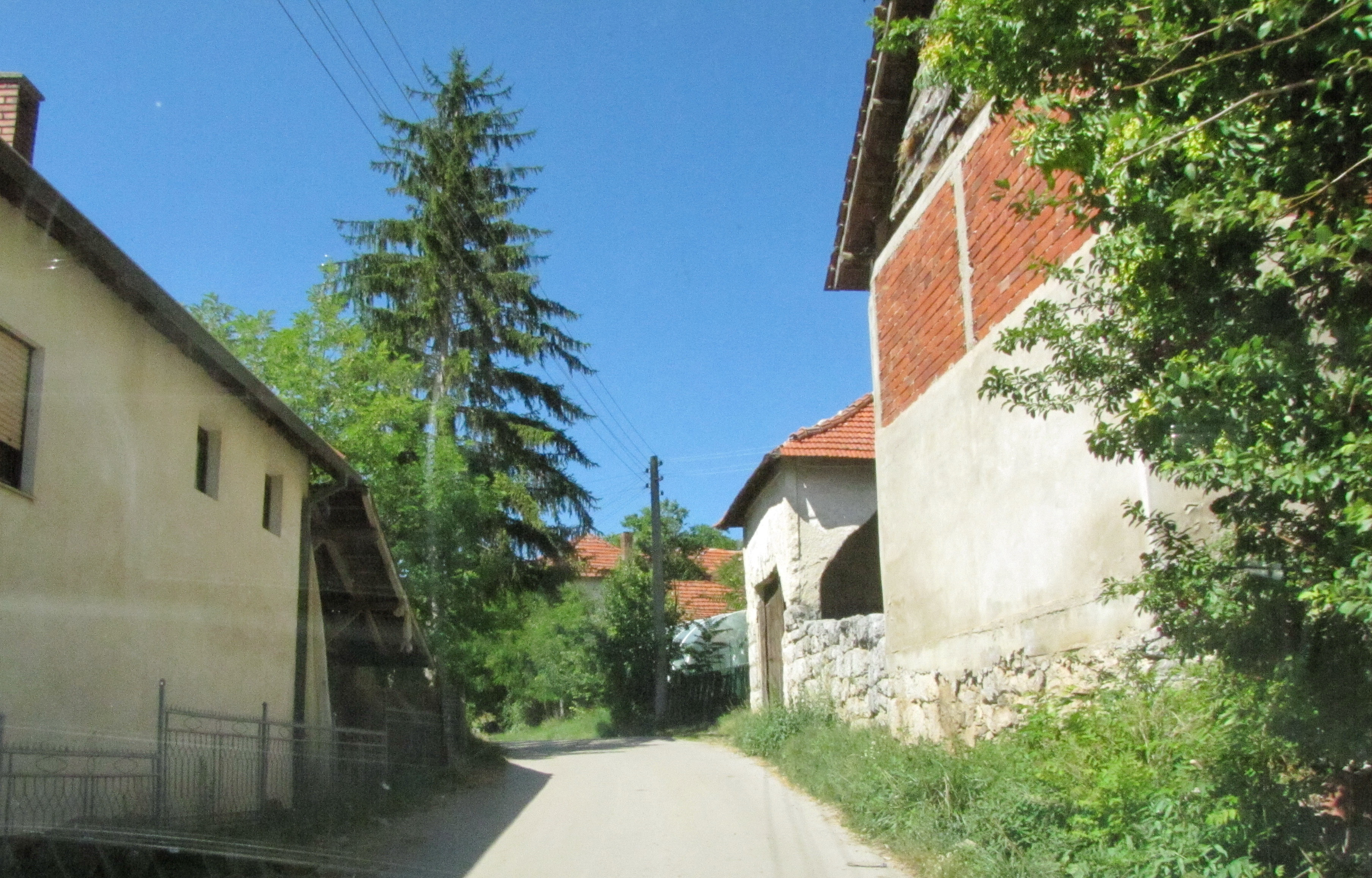
Häuser in Prekonoga (2015)

Prekonoga (serbisch-kyrillisch Преконога) ist ein Dorf in der Opština Svrljig, Serbien. Laut der Volkszählung von 2002 hat das Dorf eine Bevölkerung von 578 Personen, 2011 waren es noch 461.

## Lage
Prekonoga liegt in Ostserbien etwa 20 km nordöstlich von Niš am nordwestlichen Rand der Svrljig-Berge. Nach Svrljig im Norden und damit zur Straße E 771 sind es 3 km. Nach Osten zur bulgarischen Grenze sind es etwa 30 km.

## Geschichte
In den stalaktitreichen bis zu 400 m langen Höhlen um den Ort wurden Überreste prähistorischer Besiedelung gefunden.